# Хав'єр Матілья
Хав'єр Матілья (ісп. Javier Matilla, нар. 16 серпня 1988, Керо) — іспанський футболіст, півзахисник клубу «Волос».
Виступав, зокрема, за клуби «Вільярреал» та «Реал Бетіс», а також молодіжну збірну Іспанії.

## Клубна кар'єра
Народився 16 серпня 1988 року в місті Керо. Вихованець юнацьких команд футбольних клубів «Альбасете» та «Вільярреал».
У дорослому футболі дебютував 2007 року виступами за команду «Вільярреал Б», в якій провів три сезони, взявши участь у 95 матчах чемпіонату. 
Своєю грою за цю команду привернув увагу представників тренерського штабу головної команди клубу «Вільярреал», до складу якого приєднався 2008 року. Відіграв за вільярреальський клуб наступні три сезони своєї ігрової кар'єри.
Згодом з 2011 по 2013 рік грав у складі команд «Реал Бетіс» та «Реал Мурсія».
У 2013 році повернувся до клубу «Реал Бетіс». Цього разу провів у складі його команди три сезони. 
Протягом 2016–2018 років захищав кольори клубів «Ельче» та «Хімнастік».
До складу клубу «Аріс» приєднався 2018 року. Станом на 8 вересня 2020 року відіграв за клуб з Салонік 62 матчі в національному чемпіонаті.

## Виступи за збірну
Протягом 2008–2009 років залучався до складу молодіжної збірної Іспанії. На молодіжному рівні зіграв в одному офіційному матчі.